# Forst- und Köhlerhof Wiethagen

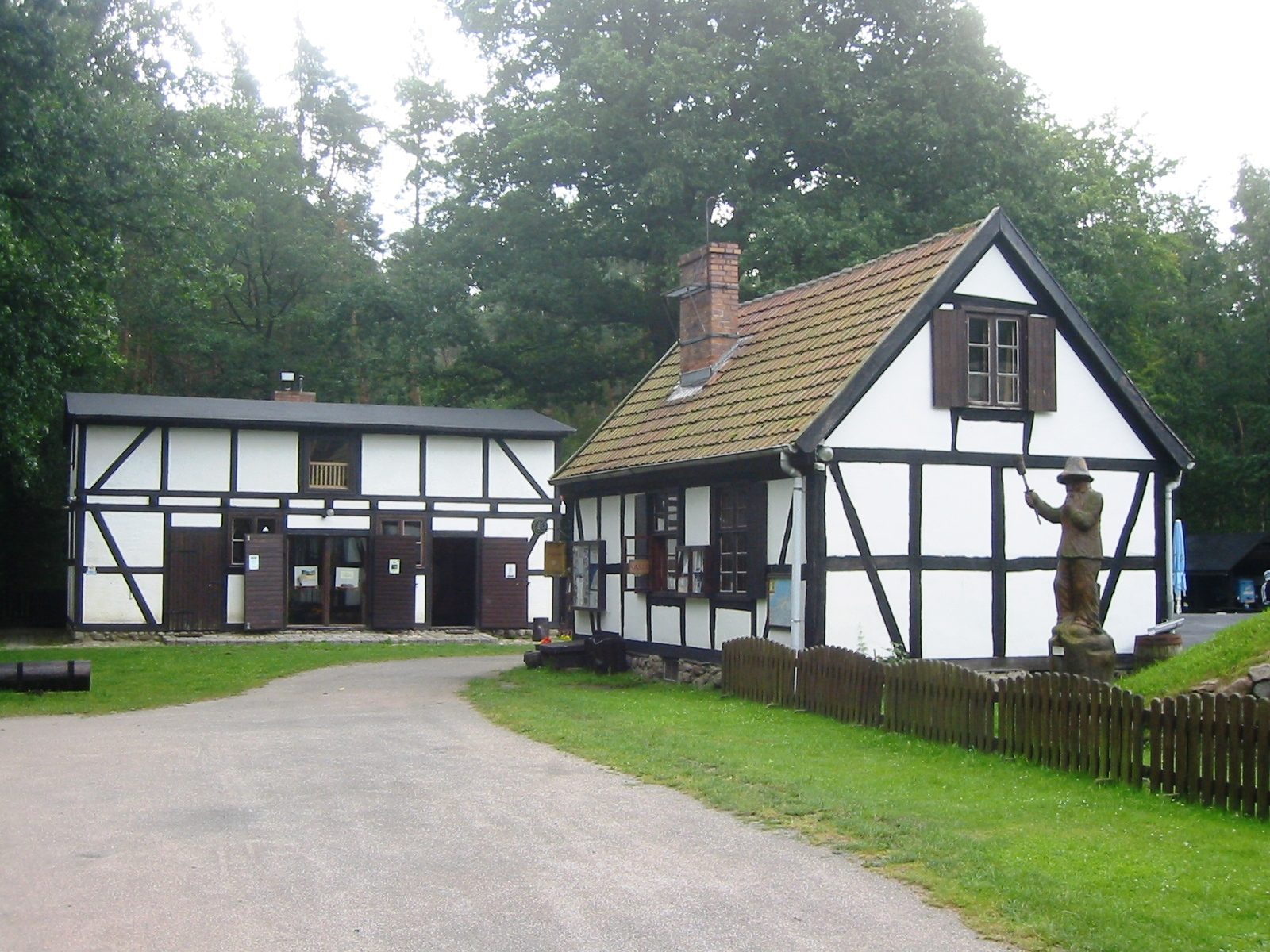
Forst- und Köhlerhof in Rostock-Wiethagen

Der Forst- und Köhlerhof Wiethagen ist ein Freilandmuseum in Rostock-Wiethagen, in dem die Geschichte der Herstellung von Holzkohle, Holzteer und Terpentin mit Hilfe von Köhlern gezeigt wird. Das Köhlerhaus sowie die beiden noch vorhandenen Teeröfen wurden 1984 zu einem Technischen Denkmal erklärt. Bei dem kleineren, noch funktionstüchtigen Ofen handelt es sich um das letzte Exemplar seiner Art in Europa.

## Geschichte

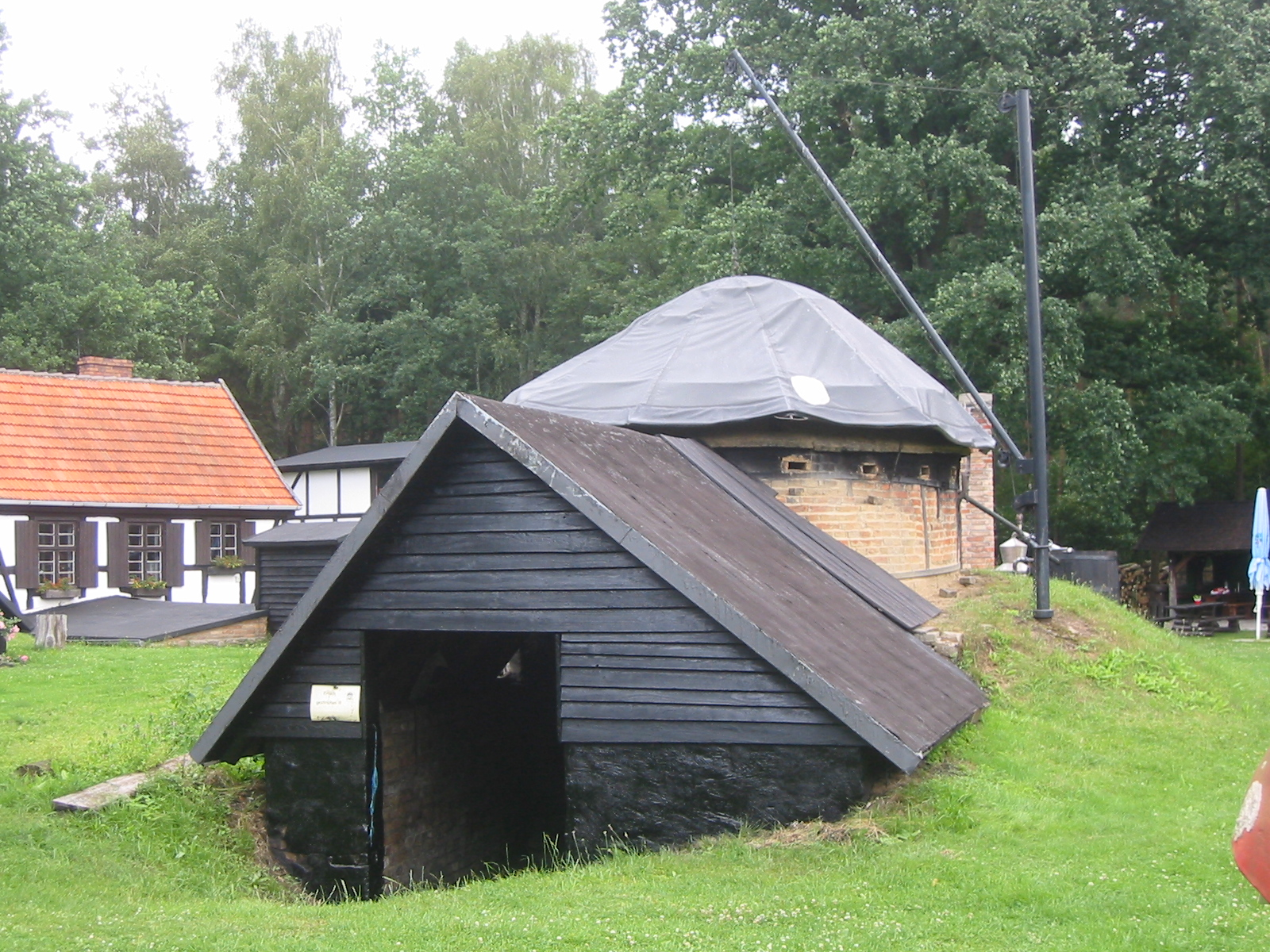
Kleiner Teerofen auf dem Gelände

1837 erteilte das Forstdepartement der Hansestadt Rostock einem Unternehmer die Genehmigung, in der Nähe des Dorfes Rövershagen eine Teerschwelerei zu errichten. Nach zwei Jahren Bauzeit wurde 1839 der große Teerofen in Betrieb genommen. In den Jahren 1850 bis 1855 errichtete man eine Kondensations- und Destillationsanlage sowie ein Vorratshaus. 1905 erfolgte ein Umbau der Destillationsanlage in einen kleinen Teerofen. In den Jahren 1915 bis 1916 ruht die Produktion, wird aber 1917 mit dem Neubau eines Teerschwelerhauses wieder aufgenommen. Die gesamte Anlage war bis 1979 in Betrieb und lieferte Holzteer für Schifffahrt, Fischerei und Landwirtschaft. Mit dem Tod des letzten Köhlers Otto Heuer im Jahr 1982 war die Zukunft der gesamten Anlage ungewiss. Zwei Jahre später begann unter der Leitung des Oberförsters Gerd Heil der Wiederaufbau der Anlage; anschließend erfolgte die Anerkennung als technisches Denkmal. Mit Hilfe des 1991 eigens hierfür gegründeten Vereins der Freunde und Förderer des Forst- und Köhlerhofes Rostock-Wiethagen e. V. konnte das Gelände restauriert werden. 1988 bis 1989 wurde der ehemalige Viehstall abgerissen und wieder aufgebaut. Eine Neugestaltung aller Räumlichkeiten erfolgte zwischen 2001 und 2002 mit dem Einbau moderner Medientechnik, einer Heizung sowie einer neuen Beleuchtung.

## Dauerausstellung
Im ehemaligen Viehstall ist eine Dauerausstellung eingerichtet, die im Erdgeschoss über das Leben der Köhler und im Obergeschoss über die Einbettung der Anlage in die Rostocker Heide berichtet. Dabei erfolgte im Erdgeschoss ein thematische Dreiteilung in die Forstwirtschaft („grüner Raum“), die Geschichte der Teerschwelerei („weißer Raum“) und die Verwendung von Holzkohle und Holzteer („roter Raum“).

### Roter Raum
Der erste Raum zeigt die geschichtliche Bedeutung der Holzkohle und des Holzteers für die Wirtschaft in den vergangenen Jahrhunderten. Gezeigt wird, wo diese Stoffe in der Medizin und im täglichen Leben zum Einsatz kamen. Dabei war die Arbeit der Köhler in der Vergangenheit, so zeigt es die Ausstellung, von Vorurteilen und Mythen belegt. Der Grund: Sie arbeiteten in oft unzugänglichen Waldgebieten und beherrschten für Laien teilweise unverständliche chemische Prozesse, wie die Pyrolyse, die Holzverschwefelung. Auch waren Kohle wie Pech und Schwefel im christlichen Glauben mit dem Teufel verbunden – dies fiel auch negativ auf die Arbeit der Köhler zurück. Hinzu kam, dass auch in Märchen der Rohstoff Pech negativ besetzt war, wie beispielsweise bei Frau Holle in den Erzählungen der Brüder Grimm. Dabei wurde Holzteer und Pech im täglichen Leben für unterschiedliche Zwecke genutzt: bei der Schmierung von Holzachsen, der Konservierung von Seilen oder als Dichtmittel im maritimen Bereich. Im Mittelalter wurde siedendes Pech über eine spezielle Vorrichtung an der Burg, die Pechnase, auf Angreifer geschüttet. Die Ausstellung zeigt verschiedene Ausformungen dieser Pechnase. Gezeigt wird in welchen Bereichen Holzkohle zum Einsatz kam – beispielsweise beim Schmieden, im Glühendmachen von Plattstählen, bei der Schießpulverherstellung oder der Filtration von Wasser.

### Weißer Raum

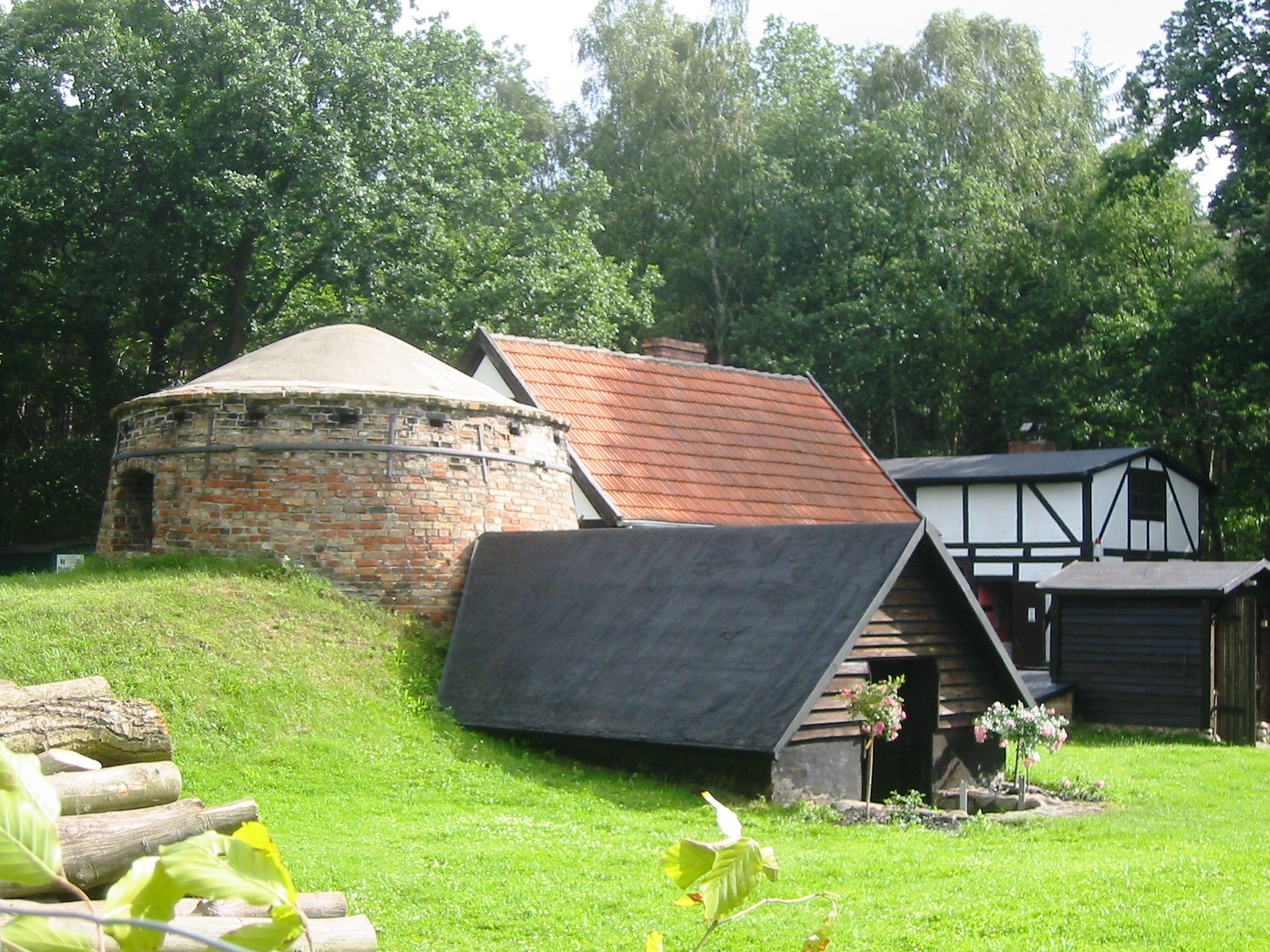
Großer Teerofen auf dem Gelände

Bis 1990 wurde in Wiethagen auch Kiefernharz gewonnen. Während in Westdeutschland die Verarbeitung von natürlich gewonnenem Harz nach dem Zweiten Weltkrieg eingestellt wurde, verarbeitete die DDR das in Wiethagen gewonnene Harz in der Pechsiederei Eich im Vogtland weiter. So entstanden Lacke, Gummi, technische Fette und Schädlingsbekämpfungsmittel.
Im weißen Raum wird auch die Wirkungsweise des Teerofens in Wiethagen erläutert. Im allothermen Prinzip kann je nach verwendetem Holz sowohl Holzkohle, als auch Holzteer gewonnen werden. Eine Schautafel zeigt, an welchen Standorten in Mecklenburg-Vorpommern darüber hinaus in der Vergangenheit Teer gewonnen wurde. So ist überliefert, dass bereits im Jahr 1634 in der Rostocker Heide Teer produziert wurde.

### Grüner Raum
Der dritte Raum zeigt die Verwendung von Forstgeräten, wie sie bis in die 1950er Jahre üblich waren. Daneben ist ein Diorama mit heimischen Waldvögeln sowie einem Fuchsbau aufgebaut. Dargestellt wird, wie die Rostocker Heide in den letzten 100 Jahre forstwirtschaftlich bewirtschaftet wurde, wobei der Bau der Chausseestraße durch die Heide in den Jahren 1904 bis 1905 für den Zugang zum Rohstoff Holz einen entscheidenden Meilenstein darstellte.

### Dachgeschoss
Ein Großteil der Rostocker Heide war bis 1989 militärisches Sperrgebiet. Weite Bereiche waren mit einer Hochspannungssicherungsanlage (HSA) abgesperrt, die – ähnlich einem Weidezaun – mit Hilfe von bis zu 12.000 Volt aufgeladen wurde. Damit es möglichst selten zu einem Fehlalarm kam, musste der Boden rund um die Anlage möglichst frei von Pflanzen gehalten werden. Dies geschah durch den Einsatz von Herbiziden. Im Dachgeschoss ist eine solche Anlage exemplarisch aufgebaut. Nach der Freigabe des Geländes wurden in der Heide zahlreiche Patronen und Granathülsen gefunden. Diese steckten zum Teil tief in den zur Verwertung freigegebenen Baumstämmen und stellten für die Arbeit der Köhler eine besondere Herausforderung dar. Im Jahr 2024 wurde das Dachgeschoss umgestaltet und enthält eine kleine Sonderausstellung über das Leben des im Jahre 2023 verstorbenen Holzbildhauers Harald Wroost.

## Technische Einrichtungen auf dem Hof
Auf dem Hof existieren zwei Öfen: Der kleinere Teerofen von 1905 mit 13 m³ Fassungsvermögen ist ein funktionierendes Denkmal. Bis zu vier Mal im Jahr werden so rund Sechs Tonnen Holzkohle und 150 Liter Holzteer gewonnen. Der Ofen ist dabei rund eine Woche im Betrieb und muss alle zwei Stunden – auch nachts – geheizt werden. Ca. 14 Tage später, nachdem der Ofen abgekühlt ist, kann er geöffnet und die Kohle entnommen werden. Der Teer, der dabei aus dem Ofen durch eine Rinne in den Keller läuft, wird vom Köhler mit Hilfe passender Gerätschaften abgeschöpft, die ebenfalls ausgestellt sind.

Der größere Ofen mit 48 m³ war von 1839 bis zum Anfang der 1960er Jahre in Betrieb und steht den Besuchern als Schauofen zur Verfügung. Er kann – wie auch der seitlich davon angeordnete Keller – besichtigt werden.

## Modellpfad, Märchenwald und Naturerlebnispfad

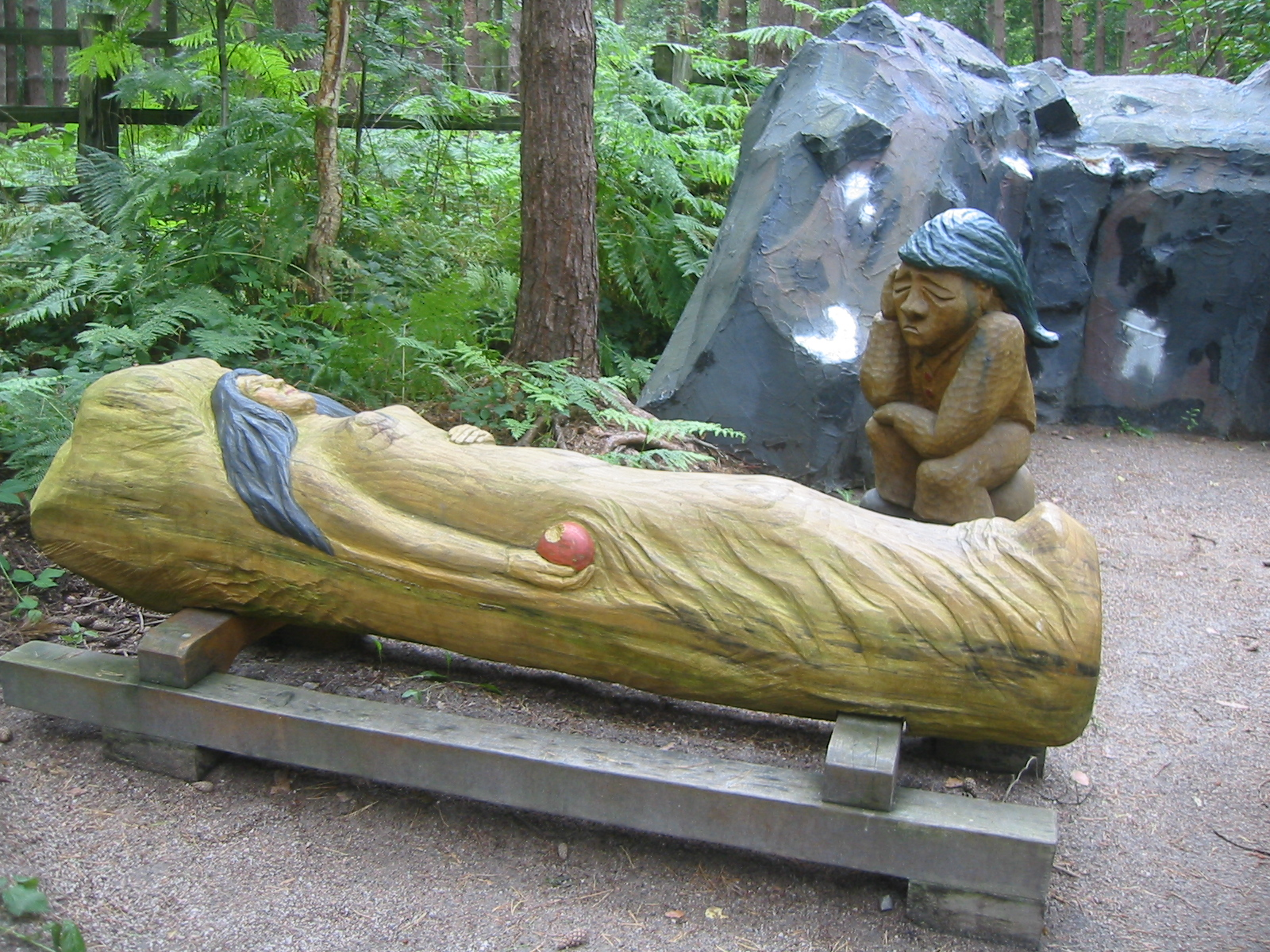
Holzfiguren von Harald Wroost

Auf dem Außengelände existiert ein Miniatur-Modellpfad, der insgesamt dreizehn verschiedene Holzverschwelungsanlagen aus Europa zeigt. So ist eine Kleinanlage zur Gewinnung von Holzgas, Holzteer und Zeichenkohle ebenso zu sehen wie eine Teergrube, ein Erdmeiler, ein Griebenherd und ein Datschenfreund. Bei dieser Methode wird Holzkohle in einem einfachen Benzinfass gewonnen – eine Methode, die in der DDR von den Laubenpiepern genutzt wurde, wenn keine Holzkohle verfügbar war.
Der Modellpfad wird seit 2003 durch einen Skulpturenpfad ergänzt, der Reliefs aus der Märchen- und Sagenwelt der Rostocker Heide zeigt. Dargestellt werden beispielsweise der Ritter der Rostocker Heide, Dietrich von der Lünenburg, und die Bernsteinhexe aus der Novelle von Wilhelm Meinhold. Eine Skulptur zeigt den Gälknöker, einen gelbknöchrigen Heidegeist. Er ist dafür bekannt, sowohl den Heidebewohnern Streiche zu spielen als auch den Armen und Bedürftigen zu helfen. Maßgeblich für die Einrichtung war der Rostocker Bildhauer Harald Wroost.
Seit 1989 umgibt den Hof ein Weg, auf dem jährlich, gemeinsam mit dem Stadtforstamt der Baum des Jahres gepflanzt wird.